# USS Yarborough (DD-314)
Za druga plovila z istim imenom glejte USS Yarborough.
USS Yarborough (DD-314) je bil rušilec razreda Clemson v sestavi Vojne mornarice Združenih držav Amerike.
Rušilec je bil poimenovan po marinskem častniku Georgu Hamptonu Yarboroughu mlajšemu.

## Zgodovina
29. maja 1930 so rušilec izvzeli iz aktivne sestave, 3. novembra istega leta ga odstranili iz seznama plovil Vojne mornarice ZDA in ga 25. februarja 1932 prodali za razrez.